# Eulenbis
Eulenbis ist eine Ortsgemeinde im Landkreis Kaiserslautern in Rheinland-Pfalz. Sie gehört der Verbandsgemeinde Weilerbach an, innerhalb derer sie gemessen an der Einwohnerzahl die kleinste Ortsgemeinde darstellt.

## Geographie

### Lage
Eulenbis liegt etwa 13 Kilometer nordwestlich von Kaiserslautern im Nordpfälzer Bergland innerhalb dessen Teilbereich Obere Lauterhöhen. Eulenbis ist die höchstgelegene Ortsgemeinde innerhalb der Verbandsgemeinde Weilerbach. Zur Gemeinde gehören zusätzlich die Weiler Mückenmühle und Untere Pfeifermühle. Nachbargemeinden sind – im Uhrzeigersinn – Sulzbachtal, Katzweiler, Rodenbach, Weilerbach und Erzenhausen.

### Erhebungen und Gewässer
Der westlich des Ortes liegende Eulenkopf, der sich unmittelbar an der Gemarkungsgrenze zu Erzenhausen befindet, hat eine Höhe von 422 m ü. NHN. Mitten durch den Osten der Gemarkung verläuft die Mooslauter. Von links nimmt sie dabei den Vorfluter Eulenbis auf. Ganz im Süden bildet der Rischbach für ein kurzes Stück die Gemarkungsgrenze zu Weilerbach.

## Geschichte
Die erste urkundliche Erwähnung als Ulengebeiß datiert aus dem Jahre 1380. Darüber hinaus gab es im Gemeindegebiet eine Wüstung namens Mückenhausen.
Von 1798 bis 1814, als die Pfalz Teil der Französischen Republik (bis 1804) und anschließend Teil des Napoleonischen Kaiserreichs war, war der Ort in den Kanton Wolfstein eingegliedert. 1815 gehörte die Gemeinde zunächst zu Österreich. Nach dem Wiener Kongress wurde er ein Jahr später dem Bayern zugeschlagen. 1817 wechselte die Gemeinde in den Kanton Kaiserslautern. Von 1818 bis 1862 war Eulenbis war Bestandteil des Landkommissariat Kaiserslautern, das anschließend in ein Bezirksamt umgewandelt wurde.
Ab 1939 war er Bestandteil des Landkreises Kaiserslautern. Nach dem Zweiten Weltkrieg wurde Eulenbis innerhalb der französischen Besatzungszone Teil des damals neu gebildeten Landes Rheinland-Pfalz. Im Zuge der ersten rheinland-pfälzischen Verwaltungsreform wurde der Ort 1972 Bestandteil der neu gebildeten Verbandsgemeinde Weilerbach.

## Politik

### Gemeinderat
Der Gemeinderat in Eulenbis besteht aus acht Ratsmitgliedern, die bei der Kommunalwahl am 9. Juni 2024 in einer Mehrheitswahl gewählt wurden, und dem ehrenamtlichen Ortsbürgermeister als Vorsitzendem. Bis 2014 gehörten dem Gemeinderat zwölf Ratsmitglieder an.

### Ortsbürgermeister
Ulrich Stemler (FWG) wurde am 2. September 2024 erneut Ortsbürgermeister von Eulenbis, nachdem er das Amt bereits bis 2019 ausgeübt hatte. Bei der Direktwahl am 9. Juni 2024 war er als einziger Bewerber mit einem Stimmenanteil von 82,7 % für fünf Jahre gewählt worden.
Von 2019 bis 2024 hatte Kathleen Hielscher das Amt inne. Bei der Direktwahl am 26. Mai 2019 war sie mit einem Stimmenanteil von 56,97 Prozent gewählt worden und folgte damit auf Ulrich Stemler, der damals nicht erneut kandidiert hatte.

### Wappen
| Wappen von Eulenbis | Blasonierung: „In Gold auf gewölbtem grünem Boden eine goldbewehrte schwarze Eule.“ |
| Wappen von Eulenbis |                                                                                     |

## Kultur und Sehenswürdigkeiten

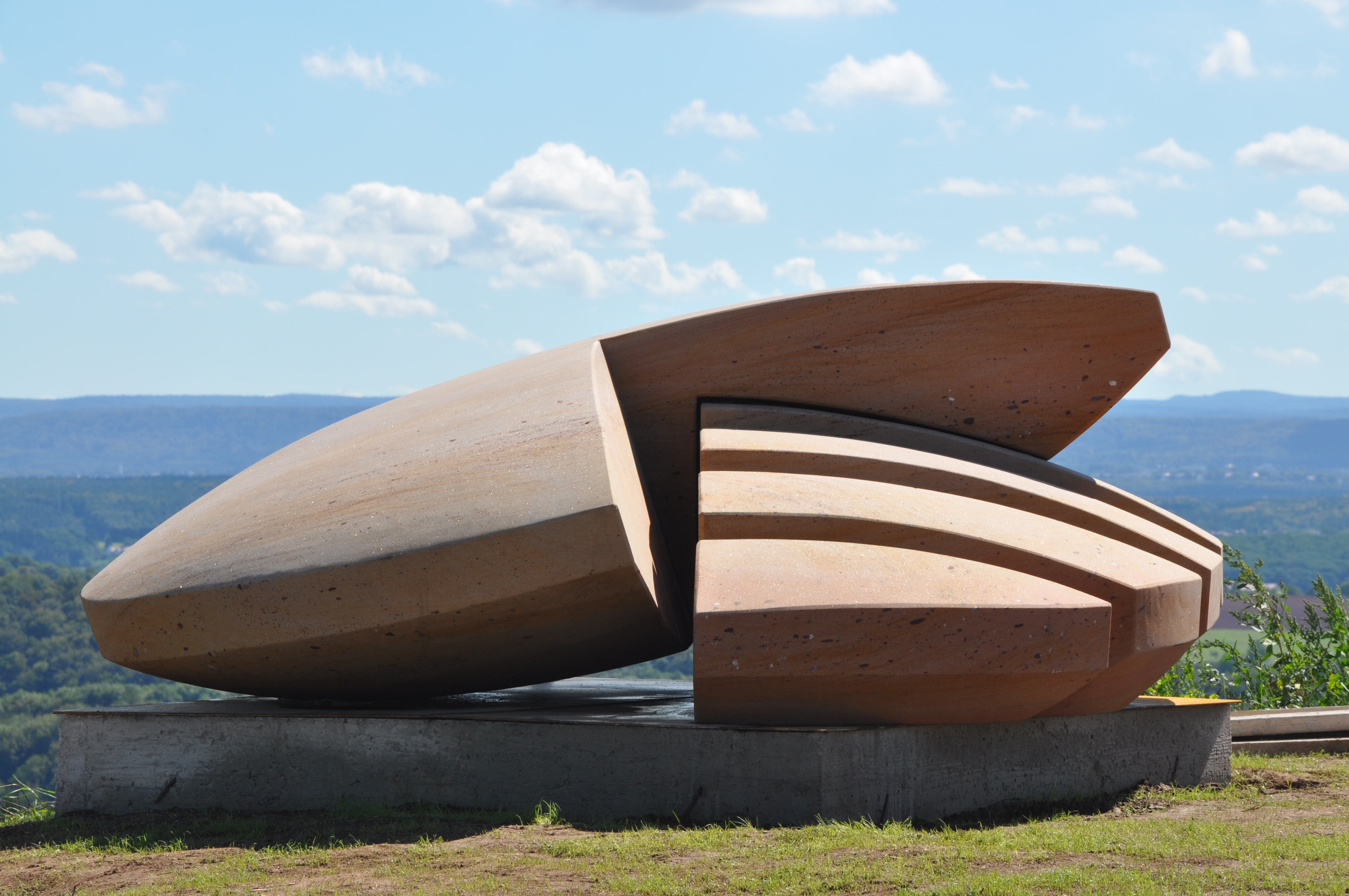
„Lebensscheibe“, gestaltet 2011 von Peter Brauchle

### Museum
Vor Ort befindet sich mit dem Beerewei[n]-Museum das weltweit einzige Birnenweinmuseum.

### Natur
Einziges Naturdenkmal vor Ort ist eine Rotbuche im Finstertal. Das Naturschutzgebiet Krausenbruch erstreckt sich für ein kurzes Stück über den Süden der Eulenbiser Gemarkung.

### Regelmäßige Veranstaltungen
Jedes Jahr an Pfingsten findet auf dem Eulenkopf ein Bergfest statt. Zudem wird vor Ort regelmäßig eine Modellbahnbörse abgehalten.

## Wirtschaft und Infrastruktur

### Wirtschaft
Eulenbis ist am Reichswald berechtigt.

### Verkehr

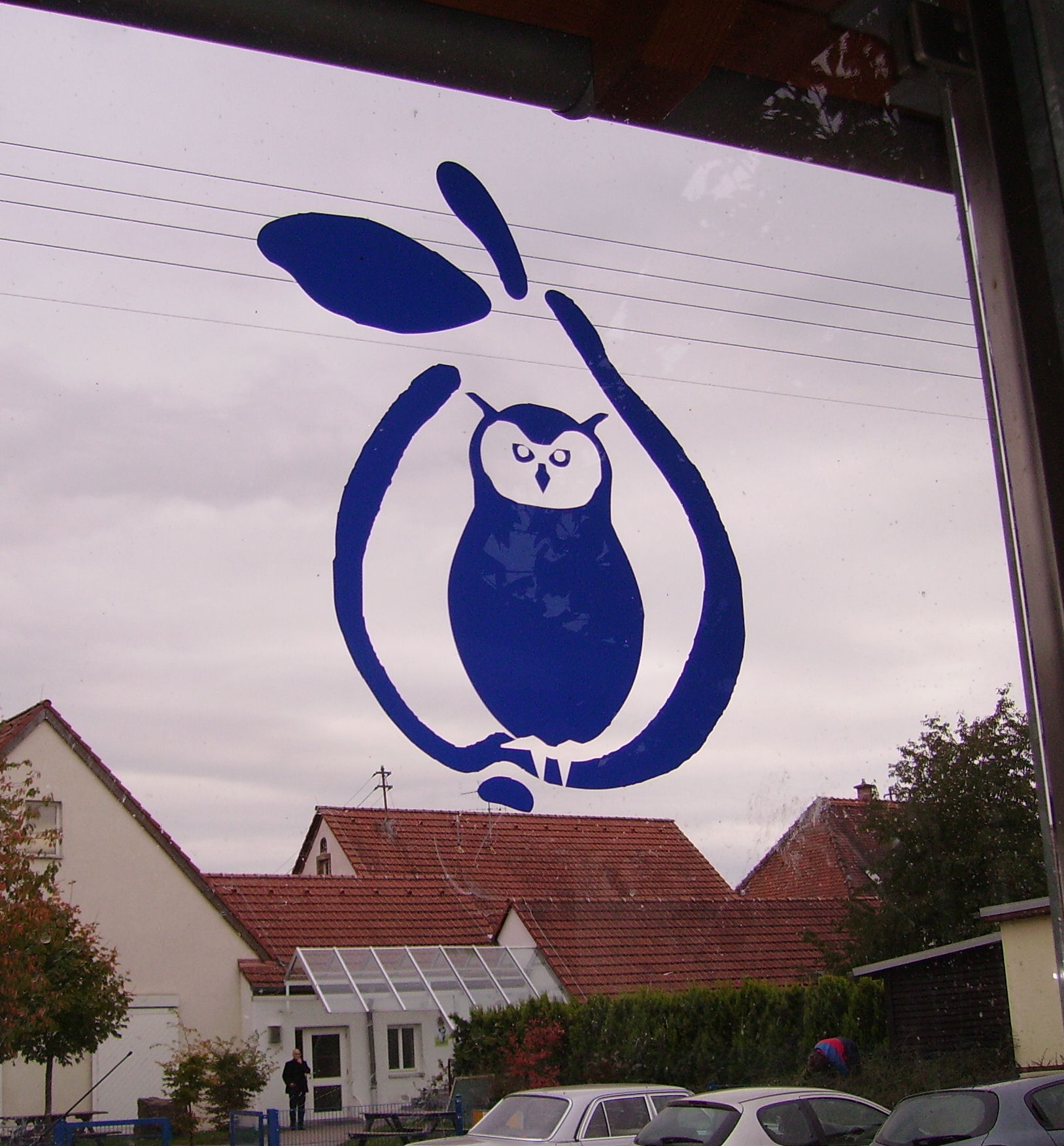
Logo an einer Bushaltestelle

Der öffentliche Nahverkehr ist in den Verkehrsverbund Rhein-Neckar (VRN) integriert.
Die Kreisstraße 21 bindet Eulenbis an das Straßennetz an. Die von ihr abzweigende Kreisstraße 20 führt nach Weilerbach. Durch den Osten der Gemeindegemarkung verläuft die Landesstraße 356. Die Gemeinde ist durch die A 6 (Anschlussstelle: Kaiserslautern-West) an das Autobahnnetz angebunden.

### Tourismus
Durch Eulenbis verläuft ein Wanderweg, der mit einem blauen Kreuz gekennzeichnet ist.

## Persönlichkeiten
- Gerd Forster (* 1935), Schriftsteller, lebt in Eulenbis